# Nectaropetalum kaessneri
Nectaropetalum kaessneri är en tvåhjärtbladig växtart som beskrevs av Adolf Engler. Nectaropetalum kaessneri ingår i släktet Nectaropetalum och familjen Erythroxylaceae. Inga underarter finns listade i Catalogue of Life.